# Saint-Jean-Ligoure
Saint-Jean-Ligoure é uma comuna francesa na região administrativa da Nova Aquitânia, no departamento de Alto Vienne. Estende-se por uma área de 30.30 km². Em 2010 a comuna tinha 512 habitantes (densidade: 16,9 hab./km²).